# Franca Contratto
Franca Contratto (* 1972 in Schwyz) ist eine Schweizer Rechtswissenschafterin.

## Leben
Contratto studierte Rechtswissenschaften an den Universitäten Freiburg im Üechtland, Georgetown (Washington D.C.) und Exeter (UK). Sie erwarb 1999 das Anwaltspatent und war bis 2007 als Rechtsanwältin tätig. Nach Forschungsaufenthalten im In- und Ausland wurde sie 2013 auf eine Assistenzprofessur für Finanzmarktrecht an die Universität Zürich berufen, wo sie 2019 mit ihrer Schrift Pluralistische Rechtsverwirklichung im Kapitalmarkt habilitiert wurde. 
Seit 2019 ist Franca Contratto an der Rechtswissenschaftlichen Fakultät der Universität Luzern tätig, wo sie als Ordinaria einen Lehrstuhl für Privat-, Handels- und Wirtschaftsrecht mit Schwerpunkt Finanzmarktrecht hält. Sie hat eine ständige Gastprofessur an der Università della Svizzera Italiana inne und ist regelmässig als Lehrbeauftragte den Universitäten Bern und Zürich engagiert. Seit 2015 ist sie Mitglied der Schweizerischen Übernahmekommission.
Ihre Forschungsschwerpunkte sind Finanzmarktaufsicht, Enforcement und Sanktionen, Digitalisierung und neue Technologien in der Finanzmarktregulierung, Finanzdienstleistungsrecht zwischen Zivil- und Aufsichtsrecht, Börsengesellschafts-, Kapitalmarkt- und Übernahmerecht, Verantwortlichkeit, Haftung, Schadensliquidation und alternative Streitbeilegung, Finanzmarktregulierung und -politik im europäischen und globalen Kontext, Regulierungstheorie und Rechtsökonomie (law and economics), Unternehmensführung, Corporate Governance sowie Compliance und Wirtschaftsethik.

## Schriften (Auswahl)
- Konzeptionelle Ansätze zur Regulierung von Derivaten im schweizerischen Recht. Analyse de lege lata und Vorschläge de lege ferenda unter besonderer Berücksichtigung der Anlegerinformation bei Warrants und strukturierten Produkten. Zürich 2006, ISBN 3-7255-5203-7.
- mit Jean-Baptiste Zufferey: FINMA. The Swiss financial market supervisory authority. Basel 2009, ISBN 978-3-7190-2857-2.